# Konsumbrot

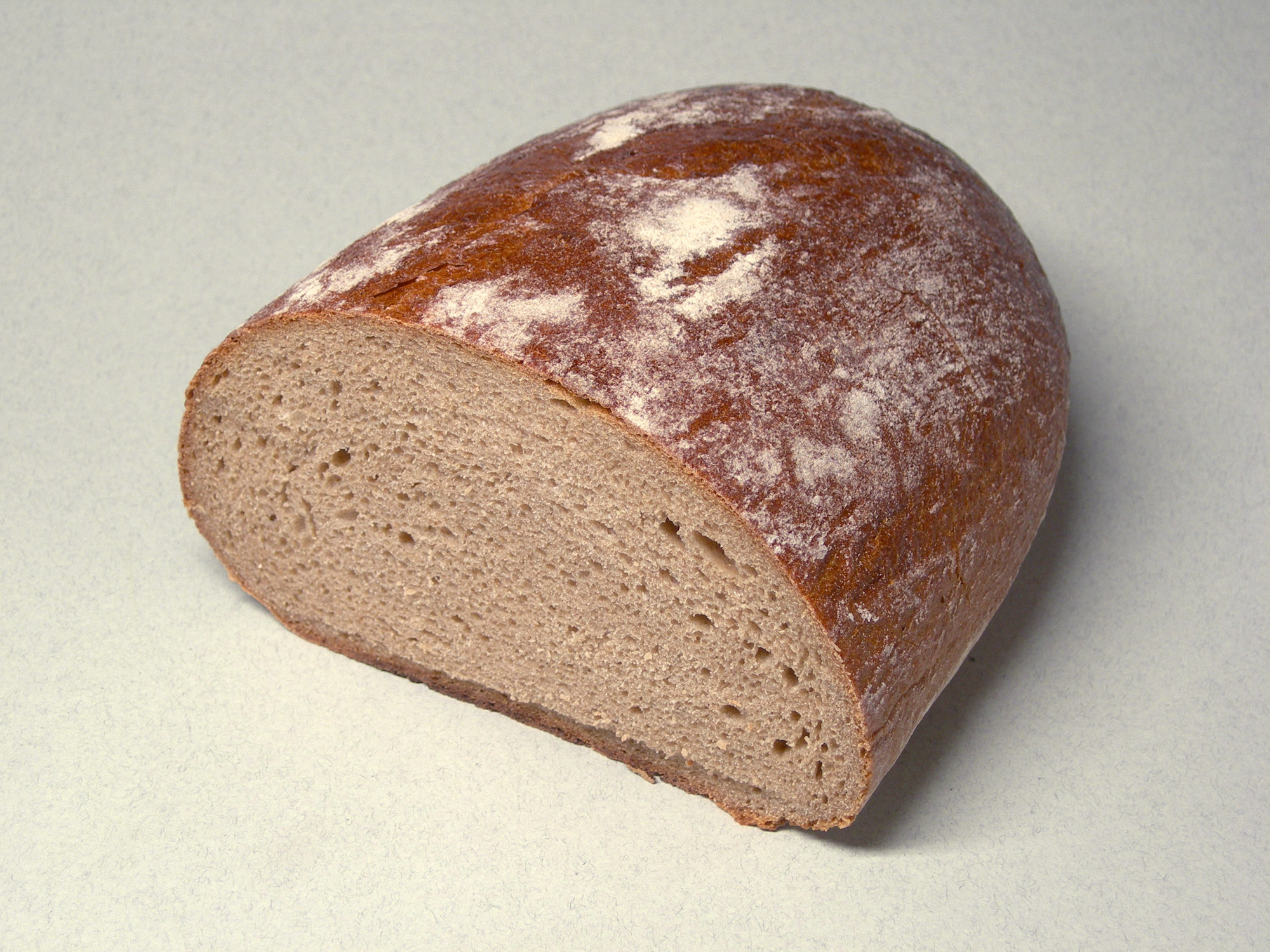
Roggenmischbrot

Das Konsumbrot war ein subventioniertes Roggenmischbrot in Nachkriegsdeutschland.
Mit dem Kriegsende stieg in Deutschland die Nachfrage nach hellem Weizenbrot, während das Roggenmehl kaum noch Verwendung fand. Gleichzeitig erhöhten sich die Brotpreise, nachdem sie im Juni 1950 auf Druck der Hohen Kommissare freigegeben worden waren. Als Ausgleich führte die deutsche Regierung im Juli 1950 ein Konsum- oder Roggenfeinbrot genanntes Mischbrot aus Roggen und Weizen ein, für das ein Preis von 50 Pfennig pro Kilogramm festgelegt wurde.
Der Staat subventionierte zunächst die Getreidemühlen mit zwei Millionen Mark und verpflichtete sie, das Roggenmehl zu einem vorgeschriebenen Preis an die Bäcker zu verkaufen, um so den Preis des Konsumbrots beizubehalten. Später subventionierte der Staat nicht mehr das Roggenmehl, sondern glich stattdessen die Preiserhöhungen, die sich durch gestiegene Mehlpreise und Betriebskosten ergaben, mit einem Zuschuss für jedes Konsumbrot aus.
Für die Subventionierung des Konsumbrotes, die schließlich am 15. Februar 1953 abgeschafft wurde, wandte die deutsche Regierung insgesamt 446 Millionen Mark auf. In West-Berlin, wo die Subventionierung noch bis zum März 1958 fortgesetzt wurde, kostete sie zusätzlich 94 Millionen Mark. 37 Millionen mussten wegen Subventionsbetrugs an den Staat zurückgezahlt werden.